# はたかぜ型護衛艦
はたかぜ型護衛艦（はたかぜがたごえいかん、英語: Hatakaze-class destroyer）は、海上自衛隊の護衛艦の艦級。2021年現在、同型2隻とも練習艦に種別変更されたことにより、はたかぜ型練習艦となっている。たちかぜ型（46DDG）に続く第三世代ミサイル護衛艦（DDG）として、五三・五六中業中の昭和56・58年度計画で計2隻が建造された。ネームシップの建造費は620億円とされる。

## 来歴
海上自衛隊は、第1次防衛力整備計画期間中の「あまつかぜ」（35DDG）によってミサイル護衛艦（DDG）の整備に着手した。そしてたちかぜ型（46/48/53DDG）3隻の整備によって、五三中業の時点で、8艦8機体制下の護衛艦隊に必要な8隻のミサイル護衛艦のうち半分が充足することとなった。
これらの艦は、いずれもアメリカ海軍のチャールズ・F・アダムズ級ミサイル駆逐艦に準じて、艦後部にターター・システムを搭載する設計を採用していたことから、ミサイルの射界はおおむね後方に限られた。これは適宜回頭・変針することによって補うことはできるが、戦術行動の自由度という観点からは、前方にターター・システムを装備した艦を従来艦とペアで配備するほうが望ましいことは明らかであった。また、たちかぜ型3番艦の「さわかぜ」（53DDG）は、護衛艦へのガスタービンエンジン導入開始後に建造されたものの、この規模の艦に適した規模のガスタービンエンジンが入手できなかったことから、従来通りの蒸気タービン艦として建造されていた。
53中業の当初計画では、各護衛隊群の8艦8機体制化のため、DDG 4隻の建造が検討されており、これらは船体前部にターター・システムを装備するとともに主機をガスタービン化した新型艦とすることになった。これが本型である。ただしDDG用ガスタービン主機の導入可能性の見極めや経費枠による整備隻数の問題から、53中業中での建造数は1隻に削減され、残り3隻は56中業に先送りされることになった。その後、56中業での計画数は2隻に削減されたうえに、昭和60年度で予定されていた3番艦の建造は中止され、DDに振り替えられた。これは、この時点でイージスシステムの対日リリースの公算が高まったことから、あえて8艦8機体制に必要なDDGの所要数を完全には充足させず、将来のイージス艦のための建造余席を確保するための措置であった。

## 設計
基本計画番号はF112とされた。

### 船体

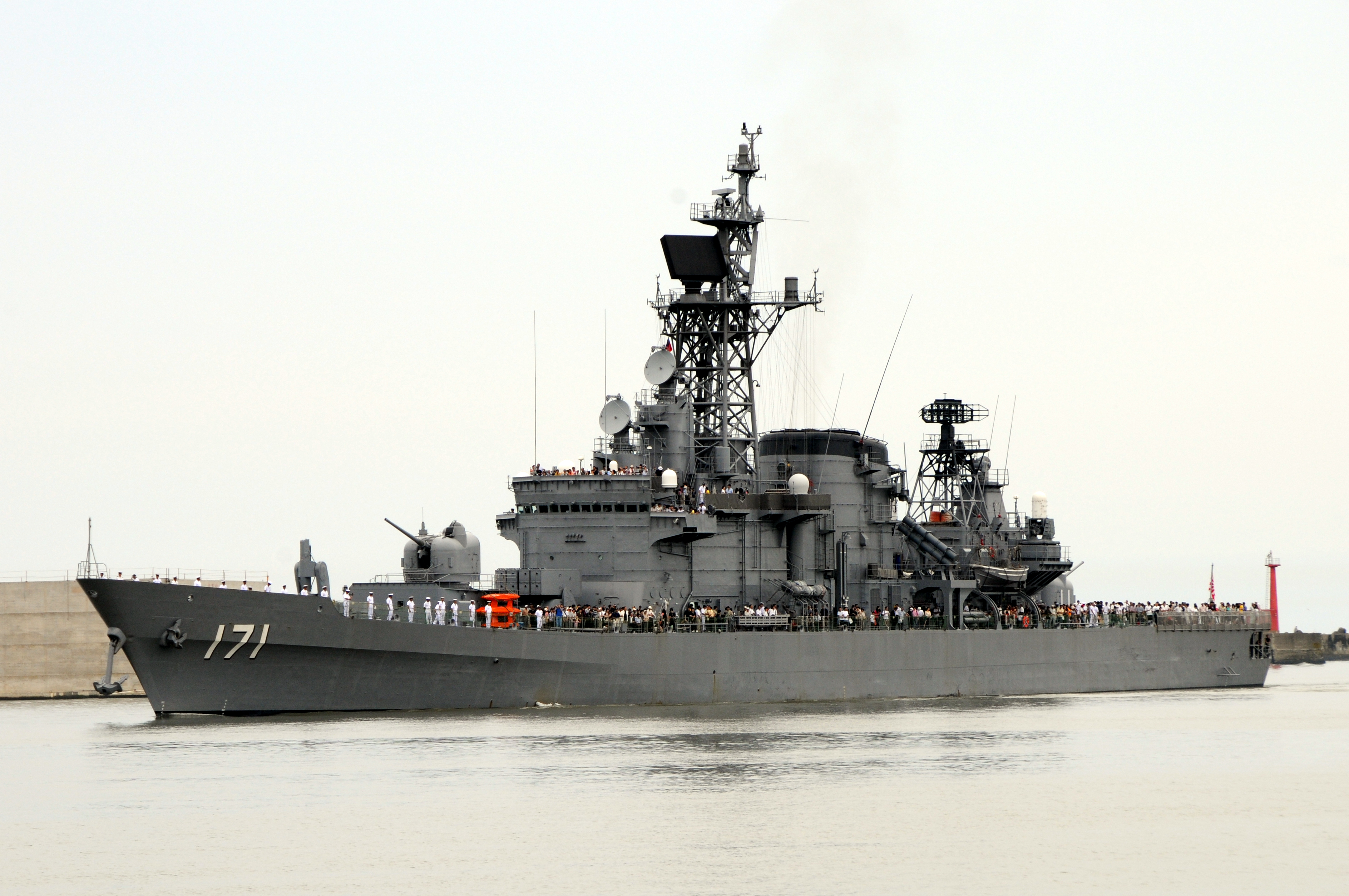

設計面では本型にやや遅れて計画が進められていたあさぎり型（58DD）との共通点が多くなっており、船型も全通上甲板を有する長船首楼型とされている。また顕著なナックルを有するのも同様である。ただし長さ/幅比（L/B比）は9.1と、はるな型（43/45DDH）に近い幅広の船型とされた（たちかぜ型は10、あさぎり型は9.4）。これはガスタービン主機の採用によって機関部重量が減少し、一方でCIWSやSSMなど搭載装備が増加したことによる重心上昇に対して、復原性を確保するための措置であった。またシアは少ないものとされている一方で、護衛艦としては珍しくブルワークを設けている。これは艦首甲板のミサイル発射機を用いてミサイルの搭載・陸揚作業を行うための甲板平坦部を確保するとともに、凌波性も確保するための措置であった。
8艦8機体制下として初めて計画されたミサイル護衛艦として、艦尾甲板を飛行甲板（ヘリコプター甲板）として設定している。ただしハンガーを設置しないため固有の艦載機はもたないほか、通常の状態では所要の甲板長を確保できないことから、発着の際には52番砲の砲身を90度横に向けることで対処している。また発着の安全性向上の為、ミサイル護衛艦として初めてフィンスタビライザーが装備された。
なお2番艦「しまかぜ」では同年度の「あさぎり」（58DD）と同様、大きな把駐力を期待できる新型のAC-14型の錨を採用している。
艦橋上の露天甲板が第03甲板、艦橋が第02甲板となっている。錨甲板〜後部ヘリ甲板に至る甲板が第1甲板、船体内1層目となる第2甲板に操縦室や食堂、調理室が配置される。乗員区画は船体に分散配置され、士官用は2段ベッド、下士官用は3段ベッドとなっている。調理室と科員食堂は煙突のやや後方の船体中央部に配置される。調理室には4基の蒸気釜が設置されている。科員食堂は艦内配置の制約のためL字型をしており、一度に60名程度が食事できる。艦中央部にある機関操縦室兼応急指揮所では、艦橋の指示に従い4基のガスタービン主機と4基の発電機の操作が行われる。はたかぜ型では艦橋から直接主機を操作することはできない。

### 機関
主機関としてはミサイル護衛艦としては初めてガスタービンエンジンを採用している。あさぎり型（58DD）で大出力のロールス・ロイス スペイが搭載予定となったことを受けて、このスペイSM1Aと、はつゆき型（52DD）の高速機であるロールス・ロイス オリンパスTM3BをCOGAG方式に配することで、1軸あたり36,000馬力を確保している。このような異機種ガスタービンの組み合わせによるCOGAG構成は、西側諸国では類を見ないものであった。ただし入手可能な主機関の出力と船体寸法を考慮して、最大速力は部隊運用上の許容最低値である30ノットと妥協された（たちかぜ型は32ノット）。
船体寸法の制約上たちかぜ型を含む蒸気タービン艦のように機関部をシフト配置とすることができず、はつゆき型と同様のパラレル配置とされている。なお本型は推進装置の水中放射雑音の低減対策を総合的に実施した初の護衛艦であり、しらね型（50/52DDH）で導入されたハル・マスカーおよびプレリーに加えて、主機・補機や減速機の防振支持化や主要配管の防振対策、防振材の大量使用や防振継手の採用など多岐にわたる措置が徹底された。
電源としては、ガスタービン駆動およびディーゼル駆動の主発電機を各2基（出力はいずれも1,200キロワット）を第1・3機械室にそれぞれ配置するとともに、ディーゼル非常発電機（300キロワット）を第3甲板の船体前後に分散配置している。ガスタービン主発電機の原動機は川崎重工業M1A-05ガスタービンエンジンであるが、これは第1世代護衛艦などで搭載されたM1A-02の強化版であった。

## 装備
本型の武器システムは、基本的に「さわかぜ」（53DDG）のものを踏襲している。特にSAM・CICシステムはアメリカ海軍のカリフォルニア級原子力ミサイル巡洋艦の半分の能力を備えており、イージス以前の在来型ミサイル駆逐艦としては頂点に立つものとされていた。

### C4ISR
戦闘システムの中核となる戦術情報処理装置は、「さわかぜ」のOYQ-4に改善を加えたOYQ-4-1である。電子計算機としてはAN/UYK-7 2基、TDSコンソールとしては、大型のOJ-197/UYA-4 1基および標準のOJ-194B/UYA-4 9基が配されており、ターター艦としては極めて充実したものとなっている。このために戦闘指揮所（CIC）や関連機器室、空調設備はたちかぜ型と比して大幅に拡張する必要があったが、はつゆき型以来標準となったCIC船体内配置化によって、十分な容積を確保した。
3次元レーダーは「さわかぜ」と同型のAN/SPS-52Cとされた。「たちかぜ」（46DDG）の建造当初に搭載されていたOYQ-1とAN/SPS-52Bレーダーの組み合わせでは、目標情報は手動入力、追尾も半自動式であったのに対し、本型のシステムでは自動探知・自動追尾が可能となったため、システムとしての対空目標追尾能力は著しく向上している。
対空捜索レーダーはOPS-11Cを後檣頂部に、対水上捜索レーダーはOPS-28を前檣頂部に装備した。OPS-11は、当初計画では前檣のもっと高い位置に配されていたが、ガスタービンの排気の影響を避けるために後檣を新設してここに移動したものである。また電子戦システムとしては、NOLQ-1電波探知妨害装置（ESM/ECM）およびOLR-9Bミサイル警報装置が装備された。これらはいずれも「さわかぜ」と同様であった。

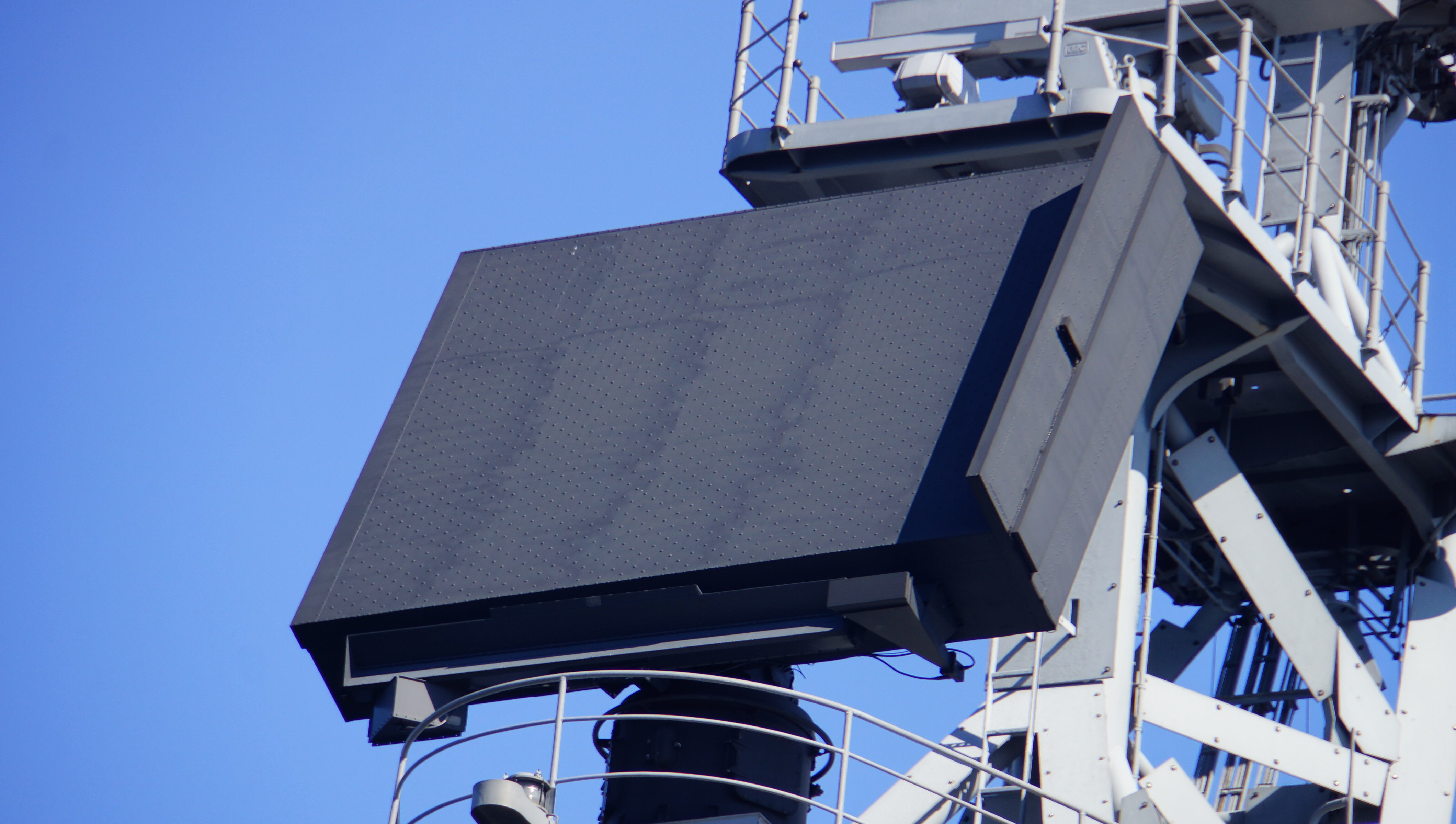
AN/SPS-52C
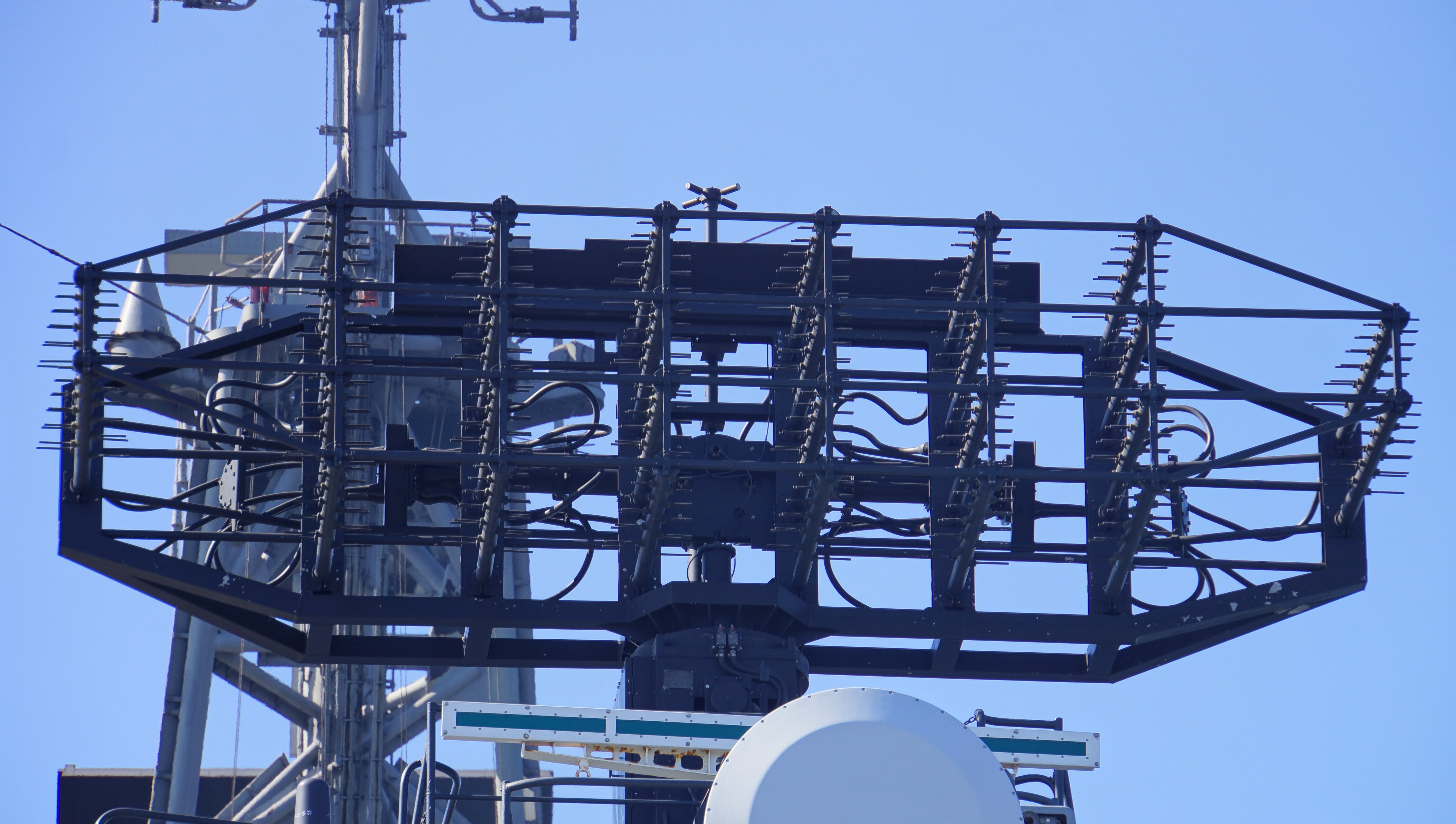
OPS-11C

ソナーについても「さわかぜ」と同様で、OQS-4(I)をバウ・ドームに収容して装備している。

### 武器システム

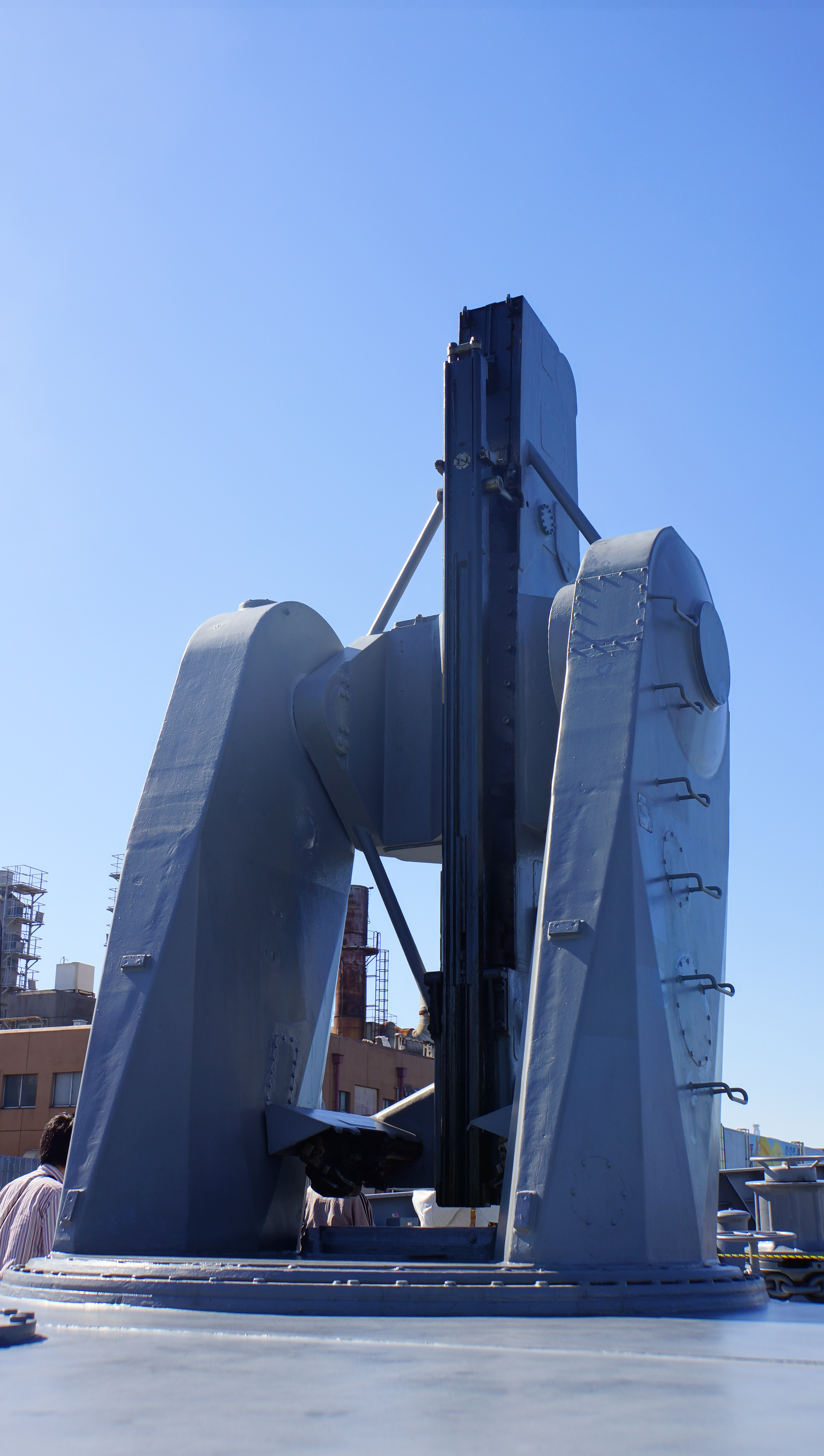
Mk.13 mod.4 ミサイル発射機

本型の主要な武器システムとなるのはターターD・システムである。そのサブシステムはいずれも「さわかぜ」（53DDG）と同型で、Mk.74 mod.13ミサイル射撃指揮装置（GMFCS）、Mk.13 mod.4 ミサイル発射機（GMLS）、RIM-66B/E スタンダードMR（SM-1MR）艦隊防空ミサイル（SAM）から構成される。上記のとおり、本型では艦の前方象限での交戦能力が求められたことから、GMLSは艦首甲板に、また2基のGMFCSも前部上構上に配されている。就役後、SM-2MRの運用能力付与、またアメリカ海軍がターターD搭載艦に対して行ったNTU改修に準じた近代化改修も検討されたものの、イージスシステム搭載ミサイル護衛艦導入を優先する観点から、これは見送られている。
なお、「さわかぜ」ではMk.13 GMLSを用いてハープーン艦対艦ミサイルの運用を行っていたが、その分だけSM-1MRに充当される弾庫容量が奪われることから、本型では、あさぎり型（58DD）と同様に、ハープーン専用の4連装発射筒2基を煙突後部両舷の01甲板上に対向装備として、Mk.13 mod.4 GMLSはSM-1MR専用としている。
主砲としては73式54口径5インチ単装速射砲を前部甲板室上と後甲板上に1基ずつ搭載、砲射撃指揮装置（GFCS）としては艦橋構造物上に81式射撃指揮装置2型22（FCS-2-22）を搭載した。また近接防空用として、高性能20mm機関砲（CIWS）2基が後部上構両舷に装備されている。
前部砲塔直後にアスロック対潜ミサイル用の74式アスロック・ランチャーを搭載するのはたちかぜ型（46DDG）と同様だが、はつゆき型（52DD）以来採用された弾庫からの直接装填方式が踏襲されたことから、ランチャーの装備位置は艦橋構造物寄りとなり、また同構造物前面は傾斜して装填用の扉が設置されたものとなった。また324mm3連装短魚雷発射管も、従来通り装備されており、装備位置はSSM直下の上甲板上両舷である。水中攻撃指揮装置は「さわかぜ」やはつゆき型、あさぎり型と同じくSFCS-6である。

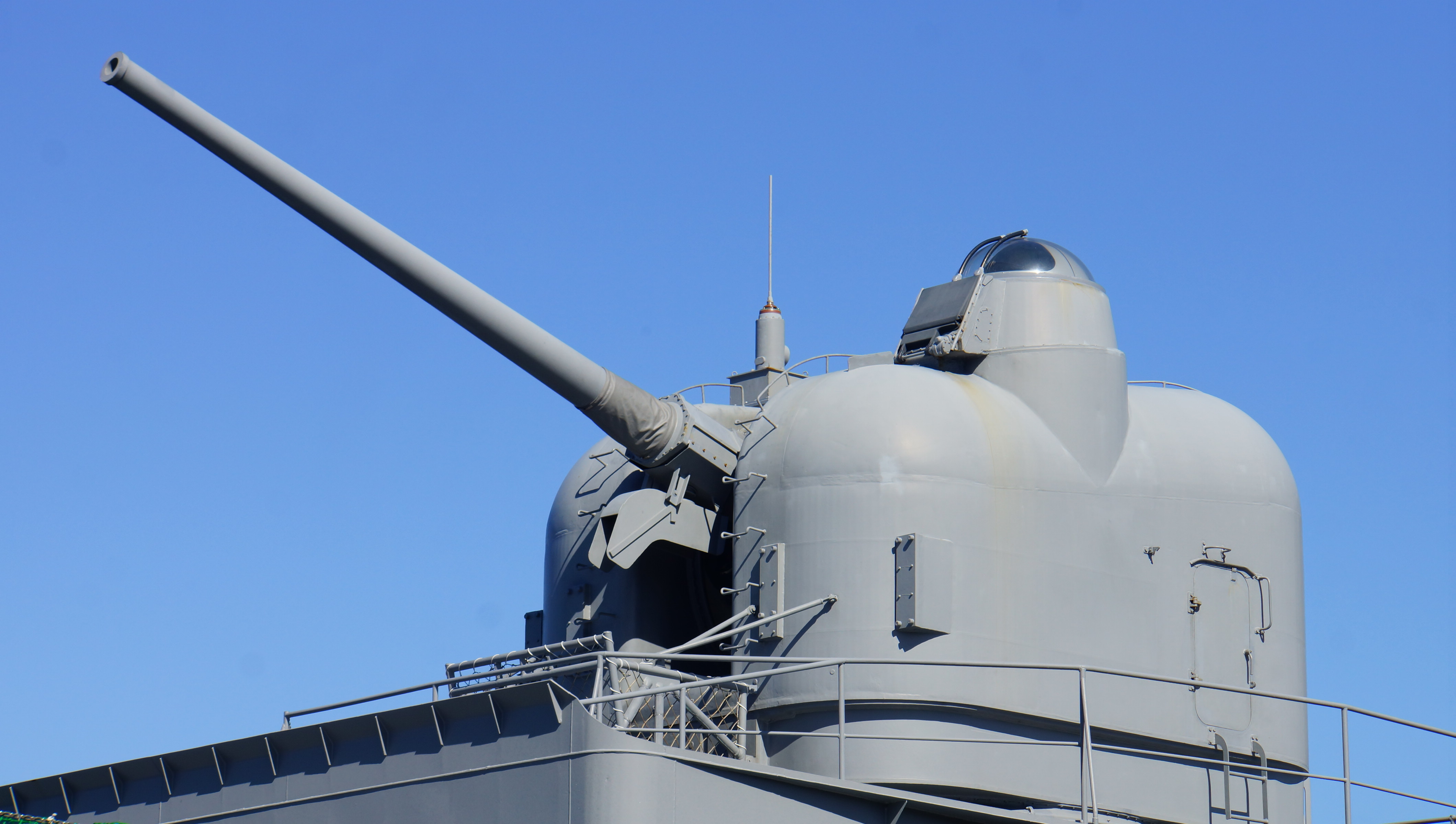
73式54口径5インチ単装速射砲
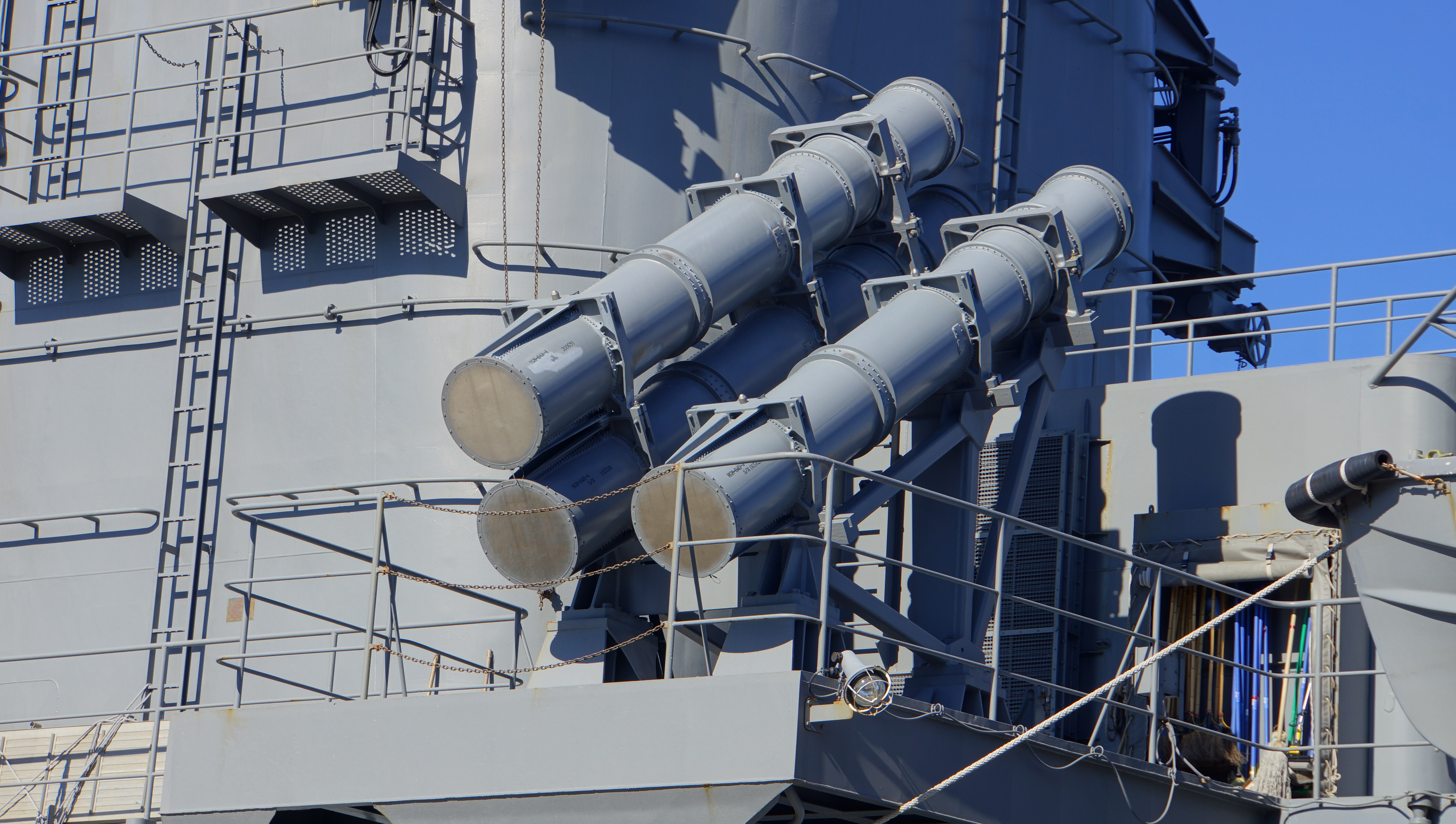
ハープーン発射筒
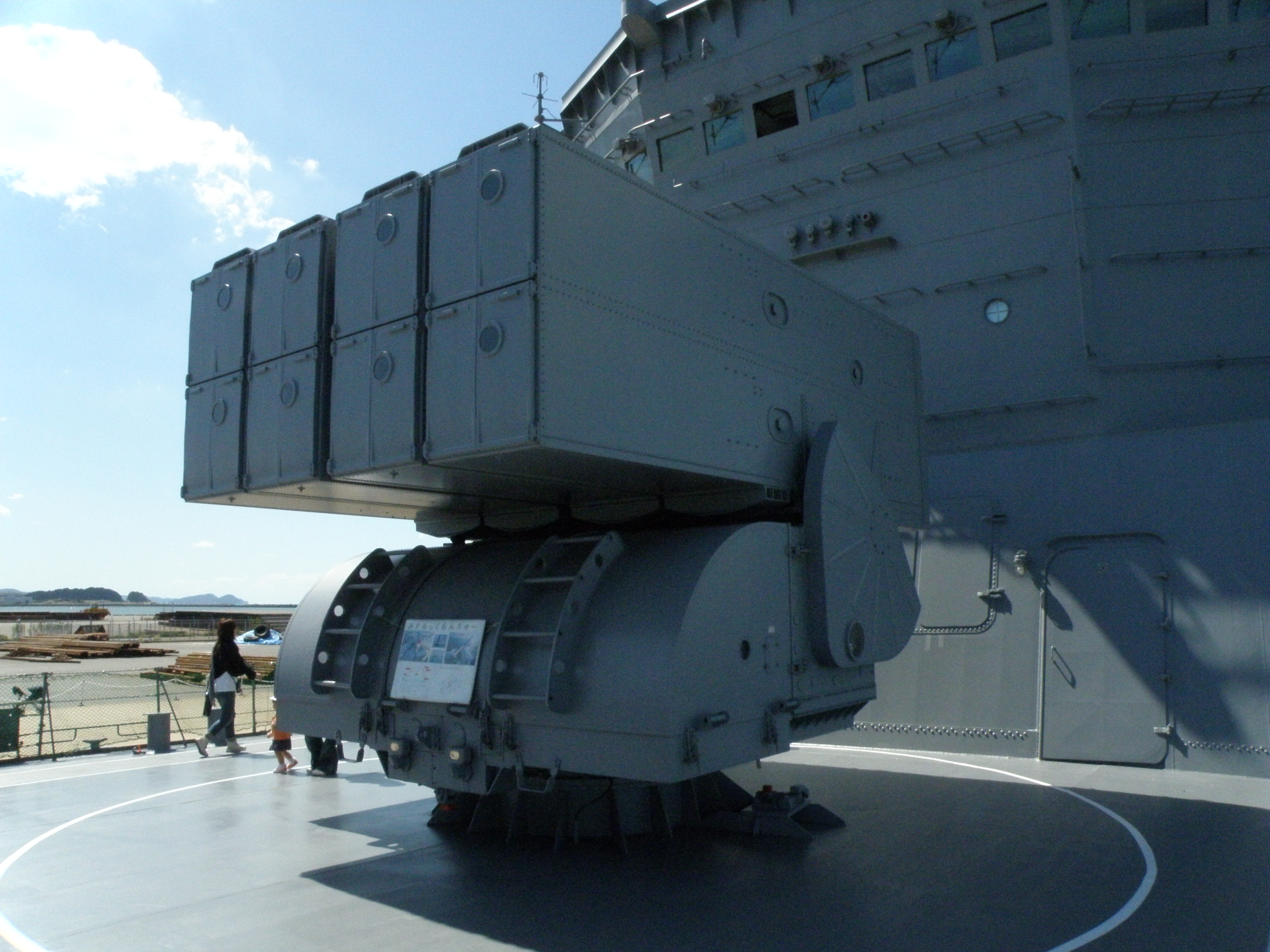
74式アスロック・ランチャー

## 新旧ミサイル護衛艦の比較
|          |            | まや型                                | あたご型                             | こんごう型                           | はたかぜ型                               | たちかぜ型                               | あまつかぜ (最終状態)                    |
| -------- | ---------- | ------------------------------------- | ------------------------------------ | ------------------------------------ | ---------------------------------------- | ---------------------------------------- | ---------------------------------------- |
| 船体     | 基準排水量 | 8,200 t                               | 7,750 t                              | 7,250 t                              | 4,600 t                                  | 3,850 t                                  | 3,050 t                                  |
| 船体     | 満載排水量 | 10,250 t                              | 10,000 t                             | 9,485 t                              | 5,900 t                                  | 5,200 t                                  | 4,000 t                                  |
| 船体     | 全長       | 170 m                                 | 165 m                                | 161 m                                | 150 m                                    | 143 m                                    | 131 m                                    |
| 船体     | 全幅       | 21.0 m                                | 21.0 m                               | 21.0 m                               | 16.8 m                                   | 14.3 m                                   | 13.4 m                                   |
| 主機     | 機関       | ガスタービン                          | ガスタービン                         | ガスタービン                         | ガスタービン                             | 蒸気タービン                             | 蒸気タービン                             |
| 主機     | 方式       | COGLAG                                | COGAG                                | COGAG                                | COGAG                                    | ギアード・タービン                       | ギアード・タービン                       |
| 主機     | 出力       | 69,000 ps                             | 100,000 ps                           | 100,000 ps                           | 70,000 ps                                | 60,000 ps                                | 60,000 ps                                |
| 主機     | 速力       | 30 kt                                 | 30 kt                                | 30 kt                                | 30 kt                                    | 32 kt                                    | 33 kt                                    |
| 兵装     | 砲熕       | 62口径5インチ単装砲×1基               | 62口径5インチ単装砲×1基              | 54口径127ミリ単装砲×1基              | 54口径5インチ単装砲×2基                  | 54口径5インチ単装砲×2基                  | 50口径76mm連装砲×2基                     |
| 兵装     | 砲熕       | 高性能20mm機関砲×2基                  |                                      |                                      |                                          |                                          | 50口径76mm連装砲×2基                     |
| 兵装     | 砲熕       | ―                                     | ―                                    | ―                                    | ―                                        | ―                                        | ヘッジホッグ対潜迫撃砲×2基               |
| 兵装     | ミサイル   | Mk.41 VLS×96セル (SM-2MR, SM-3, 07式) | Mk.41 VLS×96セル (SM-2MR, SM-3, VLA) | Mk.41 VLS×90セル (SM-2MR, SM-3, VLA) | Mk.13 単装発射機×1基 (SM-1MR,ハープーン) | Mk.13 単装発射機×1基 (SM-1MR,ハープーン) | Mk.13 単装発射機×1基 (SM-1MR,ハープーン) |
| 兵装     | ミサイル   | Mk.41 VLS×96セル (SM-2MR, SM-3, 07式) | Mk.41 VLS×96セル (SM-2MR, SM-3, VLA) | Mk.41 VLS×90セル (SM-2MR, SM-3, VLA) | 74式8連装発射機×1基 (アスロック)         |                                          |                                          |
| 兵装     | ミサイル   | SSM4連装発射筒×2基                    | 90式 4連装発射筒×2基                 | ハープーン 4連装発射筒×2基           | ハープーン 4連装発射筒×2基               | ―                                        | ―                                        |
| 兵装     | 水雷       | 3連装短魚雷発射管×2基                 | 3連装短魚雷発射管×2基                | 3連装短魚雷発射管×2基                | 3連装短魚雷発射管×2基                    | 3連装短魚雷発射管×2基                    | 3連装短魚雷発射管×2基                    |
| 艦載機   | 艦載機     | SH-60K×1機                            | SH-60J/K×1機                         | ヘリコプター甲板のみ                 | ヘリコプター甲板のみ                     | ―                                        | ―                                        |
| 同型艦数 | 同型艦数   | 2隻                                   | 2隻                                  | 4隻                                  | 2隻（練習艦）                            | 3隻（退役）                              | 1隻（退役）                              |

## 同型艦

### 一覧表
| 艦番号                | 艦名     | 建造                  | 起工                        | 進水                        | 竣工                        | 練習艦への 艦種変更        | 除籍                       | 所属                                  |
| --------------------- | -------- | --------------------- | --------------------------- | --------------------------- | --------------------------- | -------------------------- | -------------------------- | ------------------------------------- |
| 旧:DDG-171 現:TV-3520 | はたかぜ | 三菱重工業 長崎造船所 | 1983年 （昭和58年） 5月20日 | 1984年 （昭和59年） 11月9日 | 1986年 （昭和61年） 3月27日 | 2020年 （令和2年） 3月19日 | 2025年 （令和7年） 3月17日 | 最終所属 練習艦隊第1練習隊 （呉基地） |
| 旧:DDG-172 現:TV-3521 | しまかぜ | 三菱重工業 長崎造船所 | 1985年 （昭和60年） 1月13日 | 1987年 （昭和62年） 1月30日 | 1988年 （昭和63年） 3月23日 | 2021年 （令和3年） 3月19日 |                            | 練習艦隊第1練習隊 （呉基地）          |

### 運用史
上記の通り一時は近代化改修の計画があったものの実現せず、就役後は大きな変化なく活動を続けている。平成24年、25年、27年、28年度予算で延べ4隻分の艦齢延伸のための先行的部品調達予算が、平成26年度予算で1隻分、平成29年度予算で1隻分の改修予算が計上された。艦齢延伸措置を行い、運用期間をこれまでより10年程度延伸する。
その後、まや型（27DDG）の就役によりはたかぜ型2隻は練習艦に種別変更されることとなり、「はたかぜ」は2020年3月に、「しまかぜ」は2021年3月に練習艦へ種別変更された。
2022年12月に公表された防衛力整備計画で、2027年度までに数隻（1～2隻）を除籍することが発表され、2025年3月17日、1番艦「はたかぜ」が除籍された。

## 登場作品

### 映画・テレビドラマ
『ゴジラシリーズ』
『ゴジラ×メカゴジラ』
「はたかぜ」が登場。冒頭にて、千葉県館山市の港 に係留されている。
『ゴジラ×モスラ×メカゴジラ 東京SOS』
「はたかぜ」と艦名不明の同型艦1隻が登場。架空のイージス護衛艦「DD-147 あいづ」と共に、日本へ向けて洋上を進むゴジラを迎撃する。
『世にも奇妙な物語』
1991年11月14日放送の「無人艦隊」に「はたかぜ」が登場。野島崎沖50マイル大島東方海上で訓練中だった潜水艦「あらしお」で異変が起きたことを受け、調査のために緊急出港し現場海域へ急行するが、そこで乗員が次々に消えていく怪奇現象に遭遇する。

### アニメ・漫画
『BLUE DROP』
テレビアニメ版13話にて、異星人の戦艦ノヴァールを攻撃する艦隊の1艦として登場。ノヴァールの攻撃で一瞬の内に轟沈されてしまう。
『新世紀エヴァンゲリオン』
第8話に国連海軍所属艦艇として登場。日本に運ばれるエヴァ弐号機を護衛する。
『続・戦国自衛隊』
「はたかぜ」が登場。朝鮮半島へ派遣される陸上自衛隊を乗せたおおすみ型輸送艦「おおすみ」を、こんごう型護衛艦「こんごう」と共に護衛する。

### 小説
『大逆転！ミッドウェー海戦』
「はたかぜ」が登場。「環太平洋合同演習（リムパック）」へ参加する為にミッドウェー島沖を航行中、アメリカが実施したタイムトラベル実験に巻き込まれたことで、同じく合同演習に向かっていた護衛艦7隻の内の3隻と共に、ミッドウェー海戦勃発直前の同沖へタイムスリップしてしまう。
『ニセコ要塞1986』
IBM海軍所属の艦艇として「はたかぜ」が登場。物語中盤、石狩湾への上陸を目論むスミノフ艦隊と輸送船団を迎撃するためにアイオワ級戦艦「ニュージャージー」、ニミッツ級航空母艦「ニミッツ」などと共に出撃するが、スミノフ艦隊の対艦ミサイル攻撃により撃沈されてしまう。
『日本北朝鮮戦争 竹島沖大空海戦』
北朝鮮から発射されたノドンIIを迎撃するために「しまかぜ」が出撃し、こんごう型護衛艦「こんごう」、はつゆき型護衛艦「はまゆき」「まつゆき」と共にSM-3を発射する。
『日本国召喚』
「しまかぜ」が登場。第3巻でエストシラント沖大海戦に参加し、僚艦とともに敵飛竜の編隊を対空ミサイルで殲滅する。その後、敵戦列艦艦隊を僚艦とともに主砲で攻撃する。
『亡国のイージス』
作中の主要な舞台として、第65護衛隊（架空）所属である架空の3番艦「DDG-183 いそかぜ」が登場。日米共同のTMD構想の一環として持ち上がった「全護衛艦のイージス艦化計画」の1番艦として近代化改装を実施、FCS-3とMk.41を搭載してSM-2の運用能力を付与したという設定で、作中では「ミニ・イージス艦」として扱われている。

### ゲーム
『エースコンバットシリーズ』
大半の作品で、巡洋艦（CRUISER）のCGモデルとして使われている。
『戦闘国家シリーズ』
日本の基本装備として組み込まれている。